# Конинино
Кони́нино (рос. Конинино) — присілок у складі Томського району Томської області, Росія. Входить до складу Копиловського сільського поселення.

## Населення
Населення — 147 осіб (2010; 190 у 2002).
Національний склад (станом на 2002 рік):
- росіяни — 95 %